# Claoxylon ledermannii
Claoxylon ledermannii är en törelväxtart som beskrevs av Airy Shaw. Claoxylon ledermannii ingår i släktet Claoxylon och familjen törelväxter.
Artens utbredningsområde är Papua Nya Guinea.

## Underarter
Arten delas in i följande underarter:
- C. l. intermedium
- C. l. ledermannii